# Vlag van Winschoten

Vlag van Winschoten

De vlag van Winschoten werd op 23 mei 1973 bij raadsbesluit vastgesteld als de gemeentelijke vlag van de toenmalige gemeente Winschoten. De beschrijving luidt als volgt:
Drie banen van blauw en wit, met een hoogteverhouding van 1:3:1; op de witte baan ter lengte van de scheiding van broeking en vlucht een schematische weergave van een ovale schans met negen bastions in rood, met een hoogte van 2/3 van de baanhoogte en een lengte van 1/3 van de vlaglengte.
De kleuren blauw en wit zijn ontleend aan het gemeentewapen; de schans verwijst naar de oude aarden omwalling van de vesting Winschoten.
In 2010 werd de gemeente opgeheven en ging op in Oldambt. Hierdoor kwam de gemeentevlag te vervallen. 

## Voorgaande vlag

Oude, niet-officiële vlag van Winschoten

De voorgaande vlag was niet officieel, maar werd wel sinds 1932 gebruikt. Deze vlag bestond uit twee banen van gelijke hoogte van blauw en wit, ontleend aan het gemeentewapen. Hij was op initiatief van de toenmalige burgemeester in gebruik genomen.

## Verwant symbool

Wapen van Winschoten

Adorp 
· Aduard 
· Appingedam 
· Bedum 
· Beerta 
· Bellingwedde 
· Bierum 
· De Marne 
· Delfzijl 
· Eemsmond 
· Eenrum 
· Finsterwolde 
· Grootegast 
· Haren 
· Hefshuizen 
· Hoogezand 
· Hoogezand-Sappemeer 
· Hoogkerk 
· Kloosterburen 
· Leek 
· Leens 
· Loppersum 
· Marum 
· Menterwolde 
· Muntendam 
· Nieuwe Pekela 
· Nieuweschans 
· Oldekerk 
· Oosterbroek 
· Oude Pekela 
· Reiderland 
· Sappemeer 
· Scheemda 
· Slochteren 
· Stedum 
· Ten Boer 
· Termunten 
· Uithuizen 
· Uithuizermeeden 
· Ulrum 
· Vlagtwedde 
· Warffum 
· Wildervank 
· Winschoten 
· Winsum 
· Zuidhorn